# Fachangestellter für Bäderbetriebe
Fachangestellter für Bäderbetriebe (FAB) ist ein Ausbildungsberuf in Deutschland. Er wurde früher als Schwimmmeistergehilfe bezeichnet. Nach mindestens zweijähriger Berufserfahrung als Fachangestellter für Bäderbetriebe hat man die Möglichkeit, sich zum Meister für Bäderbetriebe (früher: Schwimmmeister) weiterzubilden.

## Aufgaben
Hauptaufgabe ist die Beaufsichtigung und Kontrolle des Badebetriebes. Sie betreuen Badegäste und erteilen Schwimmunterricht. Ferner überwachen sie technische Betriebsfunktionen und die Wasserqualität und führen Reinigungs- und Desinfektionsarbeiten durch. Um die Hygienehilfsparameter einzuhalten und die erforderte Wasserqualität zu erreichen, sieht die DIN 19643 verschiedene Verfahrenskombinationen zur Wasseraufbereitung im Schwimmbad vor.
Darüber hinaus pflegen und warten sie Einrichtungen und Gebäude der jeweiligen Badeanlage sowie deren Freiflächen und Grünanlagen. Sie sind verantwortlich für den reibungslosen Ablauf des Badebetriebs und haben dafür zu sorgen, dass die Haus- und Badeordnung eingehalten wird. Sie üben das Hausrecht aus und können Hausverbote erteilen. Zu ihren weiteren Aufgaben gehören die Erledigung von Verwaltungsarbeiten und die Mitwirkung bei der Öffentlichkeitsarbeit.
Ihr Arbeitsplatz ist in den verschiedensten Arten von Badeeinrichtungen: in Frei-, Hallen-, See- und Strandbädern, in Kurbädern oder medizinischen Badeeinrichtungen von Krankenhäusern und Rehabilitationsstätten.

## Ausbildung
Die Ausbildung dauert drei Jahre. Nach erfolgreich abgeschlossener Ausbildung trägt man die Berufsbezeichnung „Fachangestellter für Bäderbetriebe“.

### Fächer
Es werden folgende Inhalte gelehrt:
- Bäderbetrieb: Das Fach Bäderbetrieb beinhaltet die Bereiche Kommunikation, Lerntechnik, Öffentlichkeitsarbeit, Rechtskunde, Rechtsformen von Bädern, Verwaltungswesen, Personalplanung und Betriebsorganisation.
- Bädertechnik: Das Fach Bädertechnik beinhaltet die Bereiche Technischer Arbeitsschutz und Unfallverhütung, Chemie, Schwimmbeckenwasseraufbereitung, Regelungstechnik, Verfahrenstechniken und chemische Prozesse bei der Schwimmbeckenaufbereitung, Bäderbau, Mathematik, Reinigung, Hygiene, Unterhalt, Physik, Heizung- und Lüftungsanlagen, Sanitäranlagen sowie Materialkunde verschiedener Baustoffe.
- Retten, Erstversorgung und Schwimmen: Dazu gehören die Themen Schwimmunterricht, Trainingslehre, Springen, Tauchen, Wettkampflehre, Rettungslehre, Wasserrettung, Gesundheitslehre und Biologie, Erste Hilfe, Herz-Lungen-Wiederbelebung, praxisnahe Rettungsübungen, Abschleppen, Kleiderschwimmen, Streckentauchen sowie Sport- und Spielarrangement.
- Weitere Inhalte: Wasseraufbereitung, Animation, Marketing, Rechts- und Verwaltungskunde, Sporttheorie sowie die normalüblichen Fächer der Berufsschule.

### Schulen
Die Ausbildung ist je nach Land verschieden, in Bayern ist zum Beispiel die Bayerische Verwaltungsschule zuständig, ähnlich wie in Schleswig-Holstein, wo die Verwaltungsakademie Bordesholm die zuständige Stelle ist, in Hessen ist dieses die gewerblich-technische Berufsschule in Friedberg. In Baden-Württemberg ist die Berufsschule die Heinrich-Lanz-Schule in Mannheim.
Der Beruf wurde bundeseinheitlich angeglichen, damit es nicht mehr so große Unterschiede zwischen den Ausbildungsständen der einzelnen Länder gibt. Die Vorreiter in Sachen Angleichung der Ausbildung waren die Bezirksregierungen von Düsseldorf und Köln.